# 大涌泉遗址
大涌泉遗址，位于中华人民共和国广东省韶关市曲江区马坝镇乐村坪管理区，为韶关市曲江区的一个市、县级文物保护单位，类型为古遗址，公布时间为1993年6月21日。
大涌泉遗址的历史年代为宋—清。